# Vratislavice nad Nisou
Vratislavice nad Nisou (německy Maffersdorf) je městská čtvrť, katastrální území o rozloze 1291,95 ha, a od roku 1991 také jediný městský obvod statutárního města Liberce. Rozkládají se na jihovýchodě území Liberce, mají 78 ulic a 1 276 adres. V současnosti zde žije přibližně 8 tisíc obyvatel. Od roku 1903 byly městysem, v roce 1980 byly připojeny k Liberci, od roku 1991 jsou samosprávným městským obvodem.

## Znaky městského obvodu

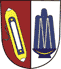
Dnes již neaktuální znak obce

Vratislavice používaly od roku 1906 městský znak, na kterém byly dvě ženy. Levá oděná v zelené symbolizovala levobřežní část Nisy jako zemědělskou oblast, pravá žena v červeném symbolizovala průmyslový charakter pravého břehu řeky. Znak byl Vratislavicím udělen Františkem Josefem I. čtvrt roku po jeho návštěvě obce.
Druhý znak získala obec v sedmdesátých letech 20. století. V levé části znaku byl tkalcovský člunek symbolizující výrobu koberců v místním závodě Bytex. Pravá strana obsahovala zřídlo vody zastupující Vratislavickou kyselku.
Protože však v roce 2006 již ani jeden z těchto podniků nevyráběl a symboly na městském znaku se tak staly pouhými ikonami bez obsahu, rozhodlo zastupitelstvo obce o návratu původního secesního znaku zobrazujícího dvě ženy. Tuto změnu také odsouhlasil Parlament České republiky.

## Historie
První písemná zmínka o vesnici pochází z roku 1360.
Je pravděpodobné, že na území dnešních Vratislavic bylo souvislé osídlení již někdy ve 13. století, kdy bylo toto místo obydleno českými osadníky. První písemná zmínka o této osadě je však ze šedesátých let 14. století, kde je v knihách pražského arcibiskupství zmiňován zdejší kostelík. Tato původní osada stávala na levém břehu Nisy. Dnešní hlavní část městského obvodu na pravém břehu byla osídlena až v 16. století slezskými Němci, kteří zde založili vlastní nezávislou osadu. Tak zde vlastně byly v těsném sousedství dvoje Vratislavice: české se jménem Wratislawicz a německé se jménem Meffersdorf. Německé jméno bylo později zkomoleno na Maffersdorf a někdy po třicetileté válce přešlo i na českou část osady.
Ke jménu Vratislavice se obec vrátila až po sloučení obou částí 1. ledna 1901, kdy jej začala používat tamní česká menšina. Brzy po svém sloučení byla obec povýšena na městys (23. dubna 1903) a dostala svůj první znak. Jméno bylo oficiálně používáno po vzniku československé republiky (ovšem společně s německým názvem). Po roce 1945 a po vysídlení místních německých obyvatel se již používalo jen označení Vratislavice nad Nisou.

Deset let poté, co Vratislavice získaly nový (již druhý) znak, byly 1. července 1980 připojeny k Liberci jako jeho třicátá čtvrť. Po sametové revoluci se vratislavičtí obyvatelé pokoušeli opět osamostatnit, což vedlo k zřízení zvláštního městského obvodu, který začal oficiálně fungovat 1. července 1991.

### Historie v datech

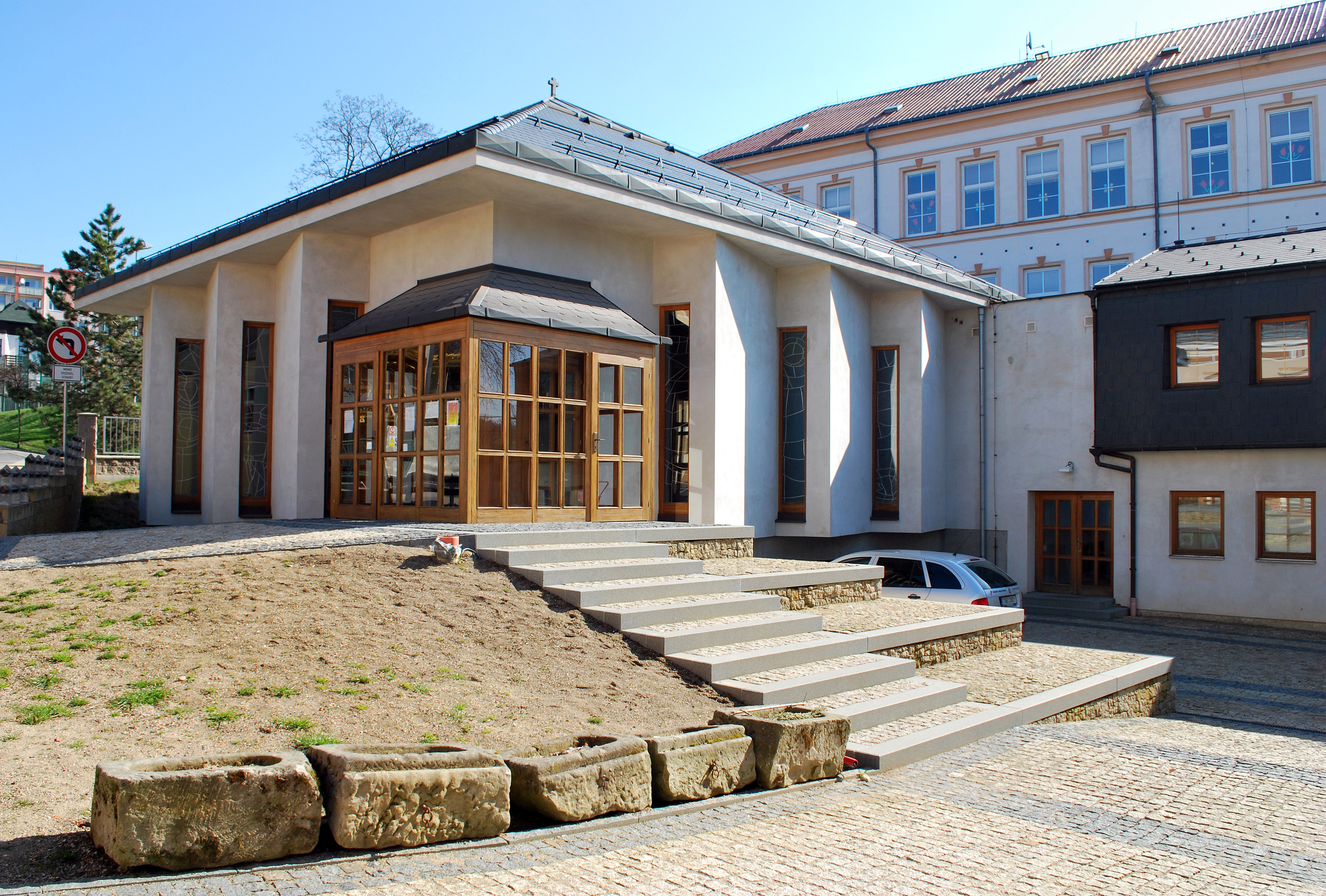
Kaple Vzkříšení ve Vratislavicích

- 1360 – toho roku je v konfirmačních knihách pražského arcibiskupství vůbec poprvé uvedena zpráva o existenci kostela ve Vratislavicích. Toto je také první písemná zmínka o této obci.
- 1412 – zeman Petr Tysta z Albrechtic prodává osadu Vratislavice ležící na levém břehu řeky Nisy klášteru johanitů v Českém Dubu.
- 1527 – v listinách se poprvé objevuje německé jméno Maffersdorf pro osadu založenou německými kolonisty ze Slezska na pravém břehu Nisy.
- 1547 – dochovala se zpráva o představeném obce se správní pravomocí – šolcovi, kterým byl na pravém břehu Fabian Kraus z domu č. 47. V tomto domě byla po staletí provozována krčma. Až na konci 19. století jej zakoupila firma Ginzkey a provoz byl po 329letém fungování zastaven. Na opačném břehu řeky měli také svého představeného – rychtáře, který sídlil v domě č. 116.
- 1556 – osada na pravém břehu čítá: 1 šolc, 23 sedláků, 8 domkařů a 36 zahradníků, což byli lidé, kteří neměli vlastní pozemky, ale jenom zahradu nebo pole u svého domku.
- 1624 – Albrecht z Valdštejna oddělil levý břeh Vratislavic spolu s dalšími 6 vesnicemi od českodubského panství a vytvořil z nich lesní statek Sedmivsí, který udělil Jakubu Reinhardovi von Heistern. Zajímavostí je, že poddaní z tohoto panství měli možnost se vykoupit z roboty. Vrchní rychta pro celé toto území byla ve Vesci, v místě dnešního hostince Slovanský dům.
- 1631, 1645 – švédská vojska ve Vratislavicích.
- 1682 – levobřežní (dubská) obec čítá 13 sedláků, 11 zahradníků a 4 domkaře. Sedlákem Stänzelem byla založena část Nová Ves.
- 1700 – 1701 – byl postaven vratislavický kostel
- 1721 – v Liberci byla sťata žena z Vratislavic, která zavraždila své dítě.
- 1745 – zpráva o školní budově ve Vratislavicích.
- 1764 – ve Vratislavicích byla zřízena samostatná farnost. Do té doby byl zdejší kostel pouze filiální.
- 1766 – obec navštívil císař Josef II., roku 1778 se v okolí objevil ještě jednou a vystoupil při té příležitosti na Špičák u Milířů, aby se podíval na průběh tamních opevňovacích prací. Později byl tento vrchol na památku této slavné návštěvy přejmenován na Císařský kámen – Kaiserstein.
- 1771 – ve Vratislavicích i v okolí byl velký hlad, neboť vytrvalé deště zničily všechnu úrodu. Na hladomor a s ním spojené choroby zemřelo v obvodu nové vratislavické farnosti jen za prvních 8 měsíců roku 1772 358 obyvatel. Tato katastrofa měla však jeden veliký přínos – v kraji se začaly masivně pěstovat brambory, které se pak na dlouhou dobu staly záchranou chudých.
- 1775 – 26. března dorazil do Vratislavic proud lidí účastnících se velkých selských bouří. Stejně jako všechny předešlé bylo i toto povstání záhy potlačeno.
- 1780 – 1781 – toho roku byla nebývale silná zima, sněžilo už v říjnu a ještě na Velikonoce byly ve Vratislavicích zamrzlé všechny mlýny.
- 1799 – znenadání se jednoho dne zatřásla země. Toto zemětřesení však nezanechalo veliké škody, pouze způsobilo třes okenních tabulek.
- 1806 – v obci řádila silná úplavice, které padlo za oběť v obvodu dnešních Vratislavic 50 lidí. Podobná epidemie s ještě větším počtem obětí se pak ještě opakovala roku 1845.
- 1831 – 1833 – v Novém Světě byla postavena první velká továrna – přádelna bavlny Josefa Herziga.
- 1834 – továrník Herzig nechává stavět cestu skrz údolí v Proseči.
- 1836 – ve Vratislavicích byl založen obecní požární sbor, stříkačka byla pořízena již rok předtím a bylo také započato se stavbou požární zbrojnice u č. 29. Vyhlašováním požárních poplachů byl pověřen učitel, který k ohni svolával lidi za pomoci zvonu umístěného na zdi kostelní věže. V roce 1869 si firma Ginzkey založila vlastní tovární hasičský sbor. Podobný vznikl ve dvacátých letech i v pivovaru. Hlavní zbrojnicí byla pak pozoruhodná budova nedaleko tělocvičny. Po poslední válce se roku 1946 ustanovil nový český sbor hasičů, roku 1975 byla postavena i nová zbrojnice.
- 1840 – byl postaven první dům v nové části Vratislavic Nové Rudě, která vznikla na místě bývalého lesa.
- 1844 – Ignaz Ginzkey, budoucí vratislavický velkopodnikatel, začíná ve své chalupě tkát první koberce.
- 1846 – byla zahájena stavba tzv. krkonošské silnice. Dne 9. dubna začalo 70 kopáčů pracovat na konci Jablonecké ulice v Liberci na prvním úseku z Nové Rudy do Vratislavic.
- 1848 – revoluční rok, v mnoha zemích povstání a také ve Vratislavicích je založena Národní garda, revoluční orgán, který je po potlačení revoluce zase zrušen. V období od tohoto roku do roku 1855 bylo v krajině několik epidemií tyfu[nepřesný odkaz] a cholery, počty obětí přesáhly stovku.
- 1850 – velká povodeň na Nise napáchala značné škody.
- 1850 – 8. září byly ve Vratislavicích na obou březích vyhlášeny obecní volby. Zvolený obecní výbor pak hned přistoupil k volbě starosty a dvou obecních radních.
- 1862 – při hloubení studny u bělírny Karlem Skollaudem byl objeven pramen Kyselky, jedné z největších vratislavických pozoruhodností. (Objevení pramenu Vratislavické kyselky)
- 1863 – byla postavena cesta spojující Vratislavice s Rochlicí. Ten samý rok byl založen spolek pro ochranu zvířat, jehož hlavní patronkou se stala hraběnka Klotylda Clam-Gallasová.
- 1864 – v květnu byla ve Vratislavicích zřízena poštovní expedice, na poštovní úřad si tu museli ještě dva roky počkat. Ten pak byl otevřen v jakési roubené chalupě, která se však do dnešních dnů nedochovala. Po přemístění školy do nové budovy byl poštovní úřad přemístěn do přízemí staré školy. Roku 1889 byl zapojen telegraf a roku 1903 pak telefon s 10 stanicemi. Po válce pak byla pošta přemístěna do budovy č. 232.
- 1872 – byl zahájen prodej akcií nového vratislavického pivovaru.
- 1875 – ve Vratislavicích se 3. září narodil Ferdinand Porsche.
- 1876 – ve Vratislavicích se usídlil MUDr. Moris Wozelka z Vídně. Léčil zdejší lid a staral se o dělníky z továren. Později byl vystřídán doktorem Basevim a roku 1892 přichází do Vratislavic dr. Emil Molitor z Olomouce, který se záhy stal velmi populární osobností. Roku 1901 se Vratislavice staly samostatným zdravotním okrskem, ale v léčení se to projevilo velmi málo. Po druhé světové válce vykonává ještě nějaký čas lékařskou praxi německý doktor Knobloch z č. 117, od září 1945 však již v č. 282 působí první český lékař MUDr Bartoš. Postupem času je zdravotnictví ve Vratislavicích zkvalitňováno, přibývá dokonce i specialistů. Od roku 1958 sídlí zdravotní zařízení v horní restaurované vile továrníka Ginzkeye.
- 1888 – po nově vybudované železnici projela první lokomotiva. Jednání o stavbě této dráhy spojující Liberec s Jabloncem byla zahájena již roku 1883, ale dlouho se vlekla, protože nedocházelo ke shodě v počtu zastávek mezi oběma městy. Na trati jezdila lokomotiva s názvem Maffersdorf a provoz zajišťovalo ještě dalších osm lokomotiv. Zajímavostí je, že kromě dodnes existujících stanic existovala kdysi i zastávka Vratislavice - Kyselka, která byla později zrušena.
- 1891 – Vratislavice navštívil císař František Josef I.
- 1898 – Ve Vratislavicích se narodil učitel tělocviku, nacista a vůdce separatistické Sudetoněmecké strany Konrad Henlein.
- 1901 – 1903 – po velké povodni roku 1897 bylo rozhodnuto regulovat tok Nisy. Řeka byla kdysi na mnoha místech velmi široká, takže práce byla značně složitá a vyžádala si vysokou částku 387 000 tehdejších rakouských korun.
- 1901 – spojení levobřežních a pravobřežních Vratislavic v jednu obec.
- 1903 – povýšení na městys.
- 1906 – opět návštěva Františka Josefa I.
- 1918 – 13. prosince se ve Vratislavicích objevilo československé vojsko, aby zde prosadilo moc pražské vlády.
- 1938 – na návrh starosty Liberce Rohna se po rozbití Československa jedná o vytvoření tzv. Velkého Liberce, což mělo být spojení mnoha okolních obcí včetně Vratislavic v jedno město. Zástupci tehdy návrh odmítli.
- 1945 – na konci tohoto roku je v obci již jen 3 700 Němců a 2 027 Čechů. Pro srovnání: v půli 19. století žilo v obou Vratislavicích 3 212 lidí a roku 1900 jich bylo již 6 566.
- 1949 – ve Vratislavicích je 16 zemědělci založeno JZD. O rok později již obhospodařuje 250 ha půdy. Později se však dostavily problémy, JZD si vedlo stále hůře, až roku 1965 zaniklo a jeho majetek převzal státní statek.
- 1953 – zřízení veterinárního ústavu, později známého daleko za hranicemi Vratislavic.
- 1955 – Liberec s Jabloncem byly propojeny tramvajovou tratí, vedoucí přes Vratislavice. O spojení těchto dvou měst se uvažovalo již dříve, ale stavba v tak složitém terénu byla ze stavebního hlediska velmi náročná. Budována byla ve třech etapách, nejprve z Jablonce do Proseče, poté do Vratislavic a nakonec až do Liberce. Trať byla několikrát rekonstruována a doba jízdy mezi oběma městy se tak zkrátila zhruba na půl hodiny.
- 1956 – povýšení na město.
- 1958 – v červnu se nad městem přehnala větrná smršť, mnoho elektrických sloupů i stromů bylo vyvráceno, zejména v parku okolo Ginzkeyovy vily.
- 1970 – Vratislavice obdržely nový městský znak.
- 1973 – výstavba nového betonového obilního sila, po kterém byla pojmenována jedna z vratislavických ulic (U sila). Ve stejném roce se budovalo i panelové sídliště za školou.
- 1980 – zánik vratislavické samostatnosti a připojení k Liberci jako XXX. čtvrť.
- 1981 – řeka Nisa se vylila z břehů a napáchala mnoho škod. Společně s rokem 1958 to byla jedna z největších povodní poté, co byl tok v obci regulován.
- 1991 – Vratislavice se staly samosprávným městským obvodem.

## Průmysl

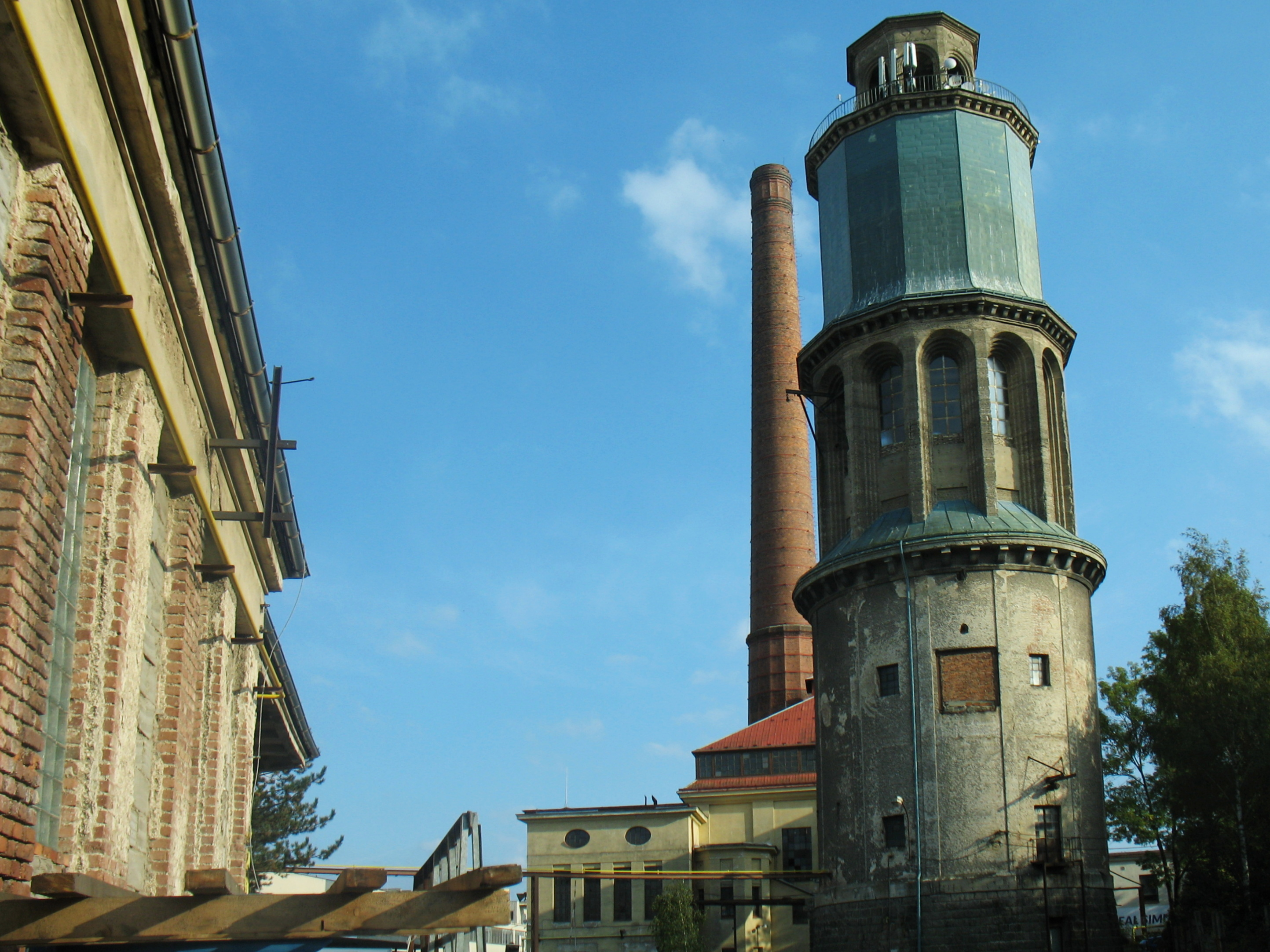
Památkově chráněný areál továrny Ignaz Ginzkey & Co se zauhlovací věží

- Pivovar Vratislavice nad Nisou (původně Pivovar Vratislavice, pivo Vratislav, Pivovar Konrad), Název piva Konrád je odvozeno od jména Konráda I. Brněnského, bratra krále Vratislava II.)[3]
- Továrna na koberce a přikrývky Ignaz Ginzkey, (Teppich- und Deckenfabrik Ignaz Ginzkey Maffersdorf). Přestavbu továrního areálu navrhl v letech 1916-1929 Leopold Bauer. Z těchto projektů byla realizována pouze část (vodárenská a zauhlovací věž, energetická centrála, částečně nový sklad).[4] Od roku 1991 INTEX, akciová společnost.[5]
- Libea – továrna na vlajky[6]

## Doprava
Kromě libereckých městských autobusů, které Vratislavice obsluhují pouze u pekáren, plní hlavní dopravní obslužnost Vratislavic meziměstská liberecká tramvajová trať Liberec–Jablonec s linkou 11, a dále linka 5, která má ve Vratislavicích konečnou zastávku. Ve Vratislavicích se také nachází železniční stanice na trati Liberec - Smržovka - Tanvald - Szklarska Poręba.

## Významné osobnosti
- Ignaz Ginzkey (1819–1876) – továrník
- Wilhelm Ginzkey (1856–1934) – syn Ignaze Ginzkey
- Julia Culp (1880–1970) – zpěvačka, manželka Wilhelma Ginzkey
- Ferdinand Porsche (1875–1951) – automobilový konstruktér, továrník
- Konrad Henlein (1898–1945) – učitel tělocviku, nacista, německý separatistický politik